# 릴리릴리
릴리릴리는 2021년 《달이 뜨는 강 OST Part.5》로 데뷔한 대한민국의 음악 그룹이다.

## 음반
- 달이 뜨는 강 OST Part.5 (2021)
- 달이 뜨는 강 OST (2021)
- BARCODE (2021)
- 징크스의 연인 OST Part 5 (2022)